# Hypena dichromialis
Hypena dichromialis är en fjärilsart som beskrevs av Embrik Strand 1920. Hypena dichromialis ingår i släktet Hypena och familjen nattflyn. Inga underarter finns listade i Catalogue of Life.